# 佐々川
佐々川（さざがわ）は、長崎県北部の北松浦半島南西部を西へ流れ、九十九島を二分する佐々浦に注ぐ二級河川である。流域は佐世保市・北松浦郡佐々町に属するが、支流・福井川の一部は佐世保市江迎町にも属する。
長崎県の河川では流路延長1位・流域面積2位であったが、流路延長2位だった本明川の河口に諫早湾干拓調整池が作られて本明川の河川規模が拡大されたため、2008年度以降は流路延長・流域面積とも2位となった。

## 地理
流路は断層に沿って緩やかな弧を描き、それに多くの支流が合流する。また、流域は「佐々谷」とも称される。
北松浦半島中央部の国見山西麓を水源とし、栗木峠からまず北西へ流れる。源流部は険しい谷だが、ほどなく世知原（せちばる）地区中心部の盆地に入る。茶畑や水田の間を西へ流れながら、南谷川・竜ノ氏川・上野原川・北川内川などの支流が合流する。また、流路に沿って長崎県道54号栗木吉井線が並走する。
中流の吉井地区では右岸から福井川が合流し、その後は次第に南西へ流れを変えて佐々町域へ入る。右岸には小高い丘陵地が広がるが、左岸は右岸よりも比較的なだらかで、住宅地や田畑が多い。
下流域には小規模ながら沖積平野が広がり、右岸（西）は佐世保市小佐々・浅子地区、左岸（東）は佐々町および佐世保市相浦地域となる。河口に架かる見返橋の下流で左岸から木場川が合流する。
河口は川幅300mほどの湾になっていて「佐々浦」と呼ばれる。九十九島はこの河口を境に南九十九島・北九十九島に分けられる。

### 自然
甌穴（ポットホール）
中流の佐世保市吉井町に多い。
河川争奪
支流の福井川は、佐世保市吉井町直谷と同市江迎町田ノ元の境で西向きから南向きへほぼ直角に曲がって佐々川へ合流する。また、この地点のすぐ西隣を流れる江迎川も、南向きから西向きへほぼ直角に曲がる。福井川と江迎川の間は谷になっていて、この谷に沿って松浦鉄道や国道204号が通っている。
これは河川争奪による地形である。かつて福井川は江迎川の本流だったが、断層の活動により田ノ元より下流が上昇した。そこへ佐々川の侵食が進んで江迎川との分水界を破り、福井川は佐々川に合流するようになった。
生物
流域は昭和40年代まで北松炭田の炭鉱群が多く操業していた。当時は掘り出した石炭を洗うために佐々川は黒く濁り「ぜんざい川」と呼ばれたほどであった。
炭鉱閉山後は水質も回復し、早春のシロウオ漁や夏のアユ釣りは地域の風物詩となっている。また、佐々浦の干潟では潮干狩りや各種の漁が行われ、しばしばカブトガニも発見される。

## 産業
流域は茶畑や水田が多い。下流では寛文・延宝年間に平戸藩主松浦鎮信の命により新田開発が行われた。また、江戸中期から昭和中期までは流域の北松炭田で石炭採掘が行われていた。
河口の佐々浦には昭和初期まで渡し場があり、左岸の佐々港は石炭の積み出し港でもあった。現在は漁船の船溜まりの他に九州電力相浦火力発電所など工業用地としても利用されている。